# Valgoides perrieri
Valgoides perrieri är en skalbaggsart som beskrevs av Leon Fairmaire 1899. Valgoides perrieri ingår i släktet Valgoides och familjen Cetoniidae. Inga underarter finns listade i Catalogue of Life.